# Undergrunn
Undergrunn — норвезький хіп-хоп гурт, створений в Осло в 2018 році.

## Історія
Учасники гурту виросли у центральних районах Осло: Tøyen (житловий район у центральній частині Осло); Gamlebyen або Старе місто Осло (район у центрі міста Осло, ця частина міста до 1925 року називалася просто Осло, тоді як місто в цілому називалося Крістіанія).
Гурт Undergrunn був сформований під час навчання в середній школі. У 15 років вони дебютували з піснею «Isbil», що призвело до участі у фестивалі By:Larm.
У 2018 році гурт Undergrunn випустив мініальбом UG Sommer.
Їхній перший студійний альбом, Firenze's Finest, був випущений восени 2020 року. 
Гурт Undergrunn отримав дві номінації на P3 Gold 2022: «Artist of the Year» та «Song of the Year» за пісню «Italia». Гурт Undergrunn отримав нагороду Spellemannprisen 2022 (яку часто називають норвезькою «Греммі») за перемогу в категорії «Прорив року» за альбом Undergrunn, а також отримав чотири додаткові номінації в таких категоріях: «Хіп-хоп», «Автор пісні року», «Реліз року» за альбом Undergrunn, «Пісня року» за пісню «Італія».

## Учасники гурту
- Патрік Баккенг (Patrick Bakkeng "Fretex")
- Габріель Доріа (Gabriel Doria "Plaza"),
- Сверре Скогхайм Гудместад (Sverre Skogheim Gudmestad "Pus"),
- Джо Алмаас Марштайн (Jo Almaas Marstein "Marstein"),
- Джон Ранес (Jon Ranes "Loverboy")
- Маркос Хаугестад ( Marcos Haugestad "Rikpappa").[6][7]

## Дискографія

### Студійні альбоми
- Egoland (2023)
- Undergrunn (2022)
- Buketter & ballspill (2021)
- Firenze's Finest (2020)
- (mixtape) (2019)

### Мініальбоми
- UG Sommer (2018)

### Сингли
- "Bedre enn deg" (2018)
- "Isbil" (2018)
- "Logogutt" (2019), only on SoundCloud
- "Presidenter $$$" (2019)
- "Trapmobile" (2020)
- "Savner min klikk" (2020)
- "Risiko" (2021)
- "Han Solo" (2021)
- "Peroni & Perignon" (2022)
- "Klikk" (2023)